# Албанские племена
Албанские племена (алб. fiset shqiptare) — исторический способ социальной организации в Албании, Косово и Черногории, характеризующийся общей культурой, часто общими родственными связями по отцовской линии, восходящими к одному прародителю, и общими социальными связями. В центре одного албанского клана стоит общество старейшин, фис (алб. fisi), которое основано на родственных связях.
Унаследованное от древних Иллирийских социальных устройств, албанское племенное общество возникло в раннем средневековье как доминирующая форма социальной организации среди албанцев. Развитие феодализма привело как к противодействию ему, так и к медленной интеграции племенных аспектов в албанское феодальное общество, поскольку большинство дворянских семей сами происходили из разных племён и зависели от их поддержки. Этот процесс остановился после османского завоевания Албании и Балкан в конце XV века, и за ним последовал процесс усиления племенных обществ как средства против османской централизации, особенно в горах северной Албании и прилегающих районах Черногории.
Менее развитой племенная система осталась на юге Албании, где вместо родоплеменных обществ стали развиваться крупные феодальные устройства. Одним из наиболее специфических элементов албанской племенной культуры является её зависимость от Кануна, свода устных албанских правил и законов. Большинство племён вели войну против осман, некоторые также участвовали в ограниченной межплеменной борьбе за контроль над территориями.
До начала XX века албанское племенное общество оставалось в значительной степени нетронутым до прихода к власти коммунистического режима в 1944 году. Албанское племенное устройство со своими традициями, кровной местью, своими вождями и советами считается единственным племенным устройством в Европе которое сохранилось до середины XX века.

## География

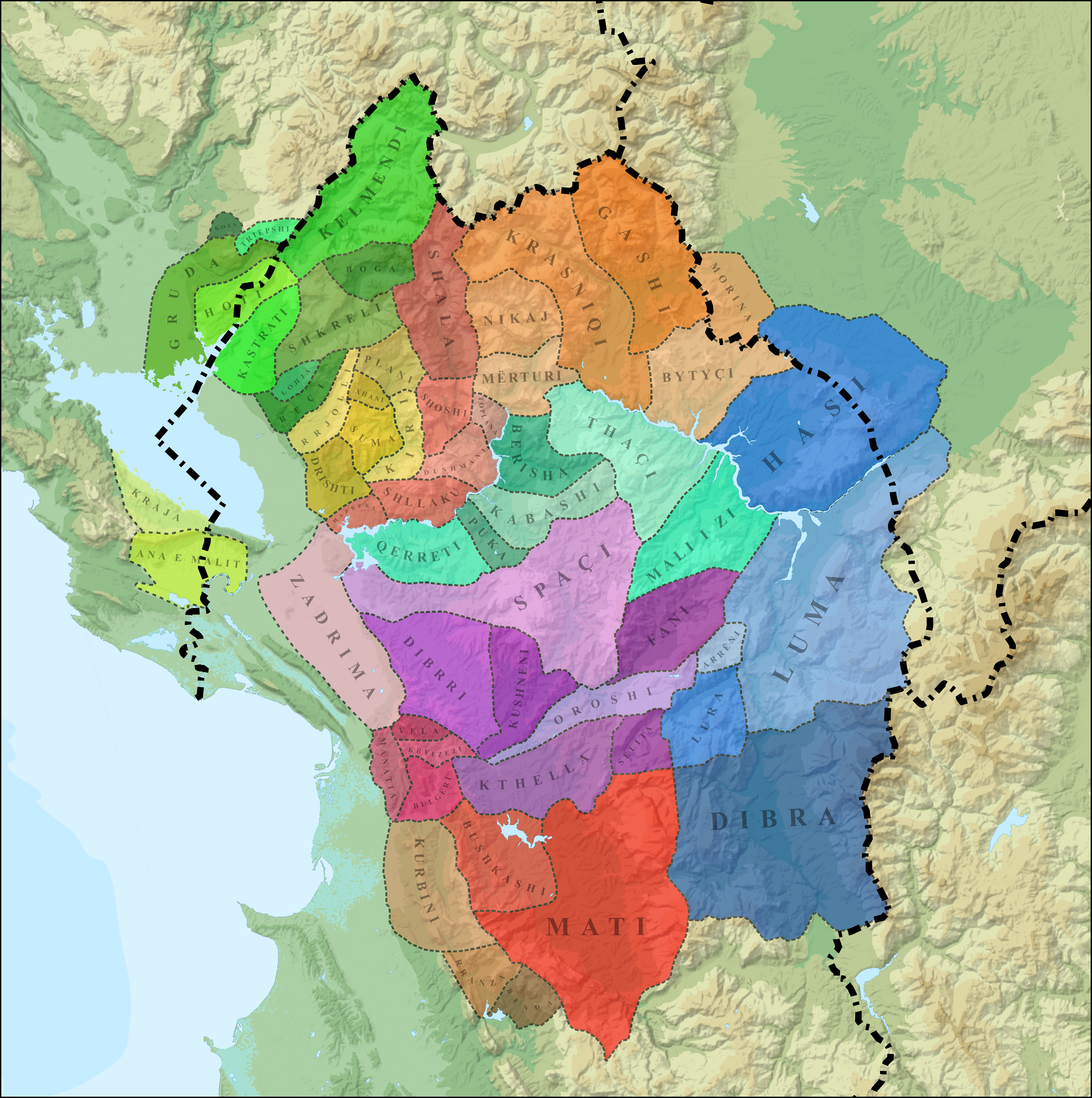
Карта показывающая основные племенные регионы на севере Албании, частично в Косово и Черногории в XX веке.

Малисоры жили в трех географических регионах северной Албании. Малесия состояла из пяти крупных племен, четыре из которых это Хоти, Кельменди, Шкрели, Кастрати имели католическое большинство и мусульманское меньшинство, а Груда поровну разделялась между обеими религиями. В пределах Малесии было еще семь небольших племен.
В высокогории Дукагджинн проживало семь католических племён, такие как Шала с четырьмя баирактарами, Шоши, Топлана и Никай, включавшие около 1250 семей с общей численностью 2500 человек.
В регионе Мирдита также было большое одноимённое католическое племя с 2500 семьями и пятью баирактарами. Общее собрание племени Мирдита часто проходило в деревне Орош, для обсуждения важных вопросов, касающихся племени.
В Западном Косово, в нагорье Гджякова, проживало восемь племён, в основном мусульманских. В районе Люмы возле Призрена проживало пять племен, тоже мусульманских. Другие большие племенные группы на юге включают горцев региона Дибра, известных как «Тигры Дибры».

## Внутреннее устройство

### Северная Албания

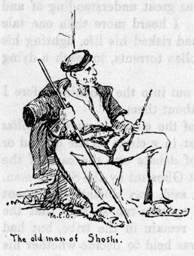
Старый мужчина из племени Шоши, XX век.

Среди северных албанцев-гегов в Малесии, общество старейшин, фис, возглавляет самый старый мужчина и представляет главное лицо племенного общества. Управляющие советы состоят из старейшин (pleqt, plak). Фис разделён на группу из нескольких тесно связанных между собой домов (mehala) и главного дома (shpi). Политической и территориальной единицей, состоящей из нескольких родов, был байрак. Лидера байрака, положение которого передавалось по наследству, называли байрактаром. Несколько байраков составляли племя, которым руководил мужчина из знатной семьи, а основные вопросы решались собранием племени, членами которого были мужчины. Османы внедрили систему байрактаров среди северных албанских племен и предоставили байрактарам (знаменным вождям) некоторые привилегии в обмен на их обязательство мобилизовать местных бойцов для поддержки военных действий османских войск. Эти привилегии давали албанским соплеменникам право не платить налоги и быть исключенными из воинской повинности в обмен на прохождение военной службы в качестве нерегулярных войск, однако немногие служили в этом качестве. Малисоры рассматривали действия османских чиновников как угрозу их племенному образу жизни и предоставили своим байрактарам разбираться с османской политической системой. Чиновники позднего османского периода отмечали, что Малисоры предпочитали, чтобы их дети учились владеть оружием, и отказывались отправлять их в государственные школы, где преподавали турецкий язык, что рассматривалось как форма государственного контроля. Большинство албанских малисоров были неграмотны.

### Южная Албания
В южной Албании социальная система основана на доме (shpi) и фисе, который состоит из группы родства по отцовской линии и экзогамной единицы, состоящей из членов, имеющих некоторое общее имущество. Родственные связи по отцовской линии определяются понятием «крови» (gjak), включая моральные и физические характеристики, которые являются общими для всех членов фиса. Фисы обычно состоят из трех или четырех поколений, имеющих общего предка. Южноалбанские племенные фисы намного меньше, чем северные. У членов фиса есть общий предок, который является основателем одноименного села. Политическая организация является общинной, каждый район отправляет представителя старейшины (plak) в управляющий совет деревни (pleqësi), который избирает главу деревни (kryeplak).

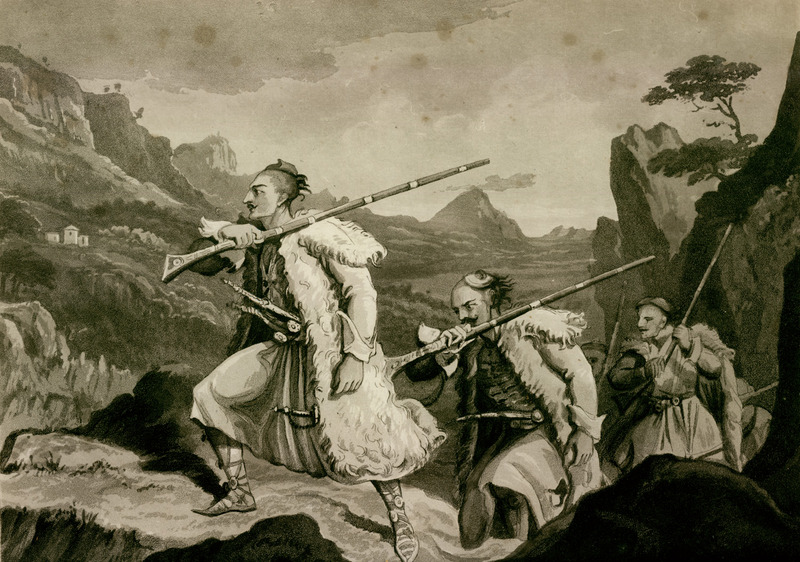
Чарльз Роберт Кокерелл «Вид албанских паликаров в погоне за врагом», 1820 год.

В отличие от северных албанских племён, родовые группы южных албанцев не населяли один замкнутый регион, а представляли собой этнографические острова, расположенные в горах в окружении земледельческой среды. Один из центров этих обществ происхождения находился в Лаберии в центральных горах южной Албании. Второй центр располагался в Химаре на юго-западе Албании. Третий центр располагался в регионе Сули, расположенном далеко на юге среди греческого населения. Тенденция к построению сегментарных родословных организаций этих горских общин усиливалась по мере их изоляции, что привело к утрате родоплеменной организации албанских горцев на юге Албании и северной Греции с XV века, в период османского владычества. Впоследствии эти сегменты происхождения всё чаще становились основными политическими, экономическими, религиозными и хищническими единицами социальной организации.

## Список исторических племён и племенных регионов
Ниже приводится список исторических албанских племён и племенных регионов. Некоторые племена считаются вымершими, поскольку не сохранилось коллективной памяти об их происхождении, в то время как другие очень рано стали славянизированными, и большинство потомков больше не считают себя албанцами.

### Малесия
- Кельменди
- Бога
- Груда
- Хоти
- Кастрати
- Шкрели
- Триеш
- Коя
- Лоя
- Тузи
- Груемири
- Ррйоли
- Речи
- Маршени
- Лепуроши

### Пулат
- Плани
- Джани
- Кири
- Сума
- Дришти

### Брда-Зета
- Битадоси
- Братониши
- Букумири
- Кучи
- Мацуре
- Малоншичи
- Матагузи
- Мугоша
- Пипри
- Палабарди
- Рогами
- Васай

### Венецианская Албания
- Памалиоти
- Махине
- Криети
- Какаррики

### Герцеговина-Дубровник
- Бурмази
- Матаруга
- Шпани
- Кричи
- Риджани

### Высокогорья Дукагджин
- Боби
- Шала
- Шоши
- Шллаку
- Маврики
- Мазреку
- Душмани
- Топлана
- Прекали

### Высокогорья Гджякова
- Никай
- Мертури
- Красники
- Гаши
- Битичи
- Морина

### Пука
- Керрети
- Пука
- Кабаши
- Бериша
- Тачи
- Мали и зи

### Мирдита
- Скана
- Дибрри
- Фани
- Кушнени
- Ороши
- Спачи
- Ктелла
- Селита
- Дукагджини

### Шкодра-Задрима-Лежа
- Бушати
- Булгери
- Криезези
- Манатиа
- Вела
- Ренеси

### Мат-Круя
- Курбини
- Ранза
- Бенда
- Бушкаши
- Дочи
- Кадиу
- Гджонима
- Прогани

### Верхний Дрин
- Хаси
- Люма
- Люра
- Аррени
- Дибра

### Шар-Планина
- Сопа

### Музакия
- Лале

### ЛаберияиЭпир
- Бекай
- Буа
- Бочари
- Дангелли
- Драко
- Джавелла
- Каскарелли
- Малакасиои
- Мазараки
- Ника
- Мечохисаи
- Пантази
- Сулиоты
- Занебиши
- Спата
- Лёша
- Курвелеши

### Исторические
- Сума
- Нуцуллаи
- Горвокаи
- Лазори
- Коплику
- Ворпси